# 超次元ゲイム ネプテューヌ
『超次元ゲイム ネプテューヌ』（ちょうじげんゲイム ネプテューヌ）は、2010年8月19日にコンパイルハートから発売されたPlayStation 3用ロールプレイングゲーム。キャラクターデザインおよび原画はイラストレーターのつなこが担当している。ネプテューヌシリーズの第1作目。
なお、本作のリメイク版であるPlayStation VitaおよびMicrosoft Windows用ソフト『超次次元ゲイム ネプテューヌRe;Birth1』（ちょうじじげんゲイム ネプテューヌリバースワン）、そのPlayStation 4移植版『超次次元ゲイム ネプテューヌRe;Birth1+』（ちょうじじげんゲイム ネプテューヌリバースワンプラス）、PlayStation 5移植版『Go!Go!5次元GAME ネプテューヌ re★Verse』（ゴーゴーごじげんゲイム ネプテューヌ リ・バース）も本記事で扱う（記事中「無印」あるいは「無印版」と記載した場合はPlayStation 3用「超次元ゲイム ネプテューヌ」、「Re;Birth1」と記載した場合は「超次次元ゲイム ネプテューヌRe;Birth1」、「Re;Birth1+」と記載した場合は「超次次元ゲイム ネプテューヌRe;Birth1+」、「re★Verse」と記載した場合は「Go!Go!5次元GAME ネプテューヌ re★Verse」、特に断りがない場合や「本作」とのみ書いた場合は共通要素を指す）。
『Re;Birth1』はPlayStation Vita版は2013年10月31日に発売。Microsoft Windows版は海外版が2015年1月28日、日本版が2016年8月25日に発売（Microsoft Windows版の詳細については後述）。PlayStation 4版『Re;Birth1+』は2018年5月31日に発売。PlayStation 5版『re★Verse』は2020年12月17日に発売。Nintendo Switch版『Re;Birth1』は2024年5月23日に発売予定で、同日には、シリーズ作品の『超次次元ゲイム ネプテューヌRe;Birth2 SISTERS GENERATION』と『神次次元ゲイム ネプテューヌRe;Birth3 V CENTURY』をセットにした『ネプテューヌ Re;Birth123 トリプルパック』も発売予定。
以下、本項内では、企業等の実在する名称とゲーム内の固有名詞で同一のものが登場した場合、特に断りがない限りゲーム内での固有名詞を示す。

## 概要
本作の最大の特徴として、世界の名称そのものをはじめとして、登場人物や用語のほとんどが、何らかのゲーム用語や実在するゲームメーカー・ゲームハードをモデルに擬人化している点が挙げられる（具体例は登場人物の項を参照）。作中の発言などにもゲーム業界の話題や、（本作に登場していない）他社ゲーム作品を連想させる内容などを多く散りばめ、また世界観も2ちゃんねるのハード・業界板で使用されている蔑称の他、いわゆるゲームプラットフォーム競争やマジコン問題などを基盤に据えており、擬人化キャラクターを題材にした作品の中でも一風変わった雰囲気を形成している。その他、登場人物のほぼ全員が女性キャラであり、イベントの進行によるギャラリー絵の獲得や、装備の変更によって服装が変わる等、いわゆる萌え要素を前面に押し出した作品でもある。
また、『Re;Birth1』ではストーリーの内容が大幅に変化し、キャラクターボイスも新録とされている。
なお、続編である『超次元ゲイム ネプテューヌmk2』は2011年8月18日に発売された。

## プロローグ
四人の守護女神達によって守護されている、異世界「ゲイムギョウ界」。しかし、世界を守護する筈の守護女神達は何千年にも渡った争いを続けており、下界は先代守護女神「マジェコンヌ」によってモンスターが溢れかえっていた。
争いの中、守護女神の一人「ネプテューヌ」は下界へと落とされ記憶を失ってしまうが、その時に世界を創造した司書「イストワール」の声を聞く。封印されしイストワールを救い出し、ゲイムギョウ界を救うため、ネプテューヌは自分を介抱してくれたコンパと、ダンジョンで偶然出会ったアイエフと共に下界の四大陸を旅するのであった。

## システム
本作は、ストーリーを進行させたり、ミッションを受領するためのワールドパートと、実際にダンジョンなどを探索するダンジョンパートに大別されている。
ワールドパートでは、ミッションなどの情報を集めたりギルドからのクエストを受領する(Re;Birth1のみ)「情報収集」と、実際にダンジョンに出発する「探索開始」を主に行うことが可能になっている。

無印ではダンジョンなどはマップ上には最初存在せず、情報収集においてミッションを受領することで初めて「探索開始」メニュー下にダンジョンが表示され、探索を開始することが可能になっている。ストーリーと無関係なダンジョンは、一度クリアした後であれば任意のタイミングで再探索開始が可能。

Re;Birth1ではストーリー進行に伴ってダンジョンが開放されて行く他、後述するリメイクシステムにて「仕様書」を使用することでストーリーとは関係のないダンジョンを開放することも可能である。無印と異なり、ダンジョン探索に制限はない。
その他、ショップ（無印では「Amazoo.nep」という文字列が見られる）による装備品やアイテムの購入も本パート内で行う。
ダンジョンパートでは、3DCGにて描かれるダンジョン内の探索を行う。操作はフィールド探索タイプのロールプレイングゲームであり、無印ではダンジョン毎に規定された条件を満たすことでダンジョンクリアとなる。また、本パート内ではキャラクターに応じた「ダンジョンアクション」が可能になる。Re;Birth1においてはダンジョンクリアの概念は無くなり、ダンジョンアクションは全キャラクター共通で「シンボルアタック」と「トレジャーサーチ」のみとなった（なお、トレジャーサーチの性能は無印と異なる）。

### 戦闘システム
ダンジョンパートでは、移動やダンジョンアクション「モンスターコール」(無印)、モンスターシンボルへの接触やダンジョンアクション「シンボルアタック」(Re;Birth1)によって戦闘が発生することがある。
戦闘では、行動順が訪れたキャラクターから順に、事前に設定しておいた技を使用して標的への攻撃を行うことが基本となる。それぞれの技には「消費AP」が設定されており、行動開始時に与えられたAPをそれぞれの技ごとに消費する必要がある（Re;Birth1では表向きAPの概念は無くなったが、キャラクターの行動順の決定において類似の概念が採用されている様子が見て取れる）。

無印においては、各技は攻撃の1段階目、2段階目、3段階目、4段階目のそれぞれにおいて○、×、△の何れかのボタンに割り振ることが出来るが、特定の段階以降でなければ使用できない技も存在する。単純な技のボタン配置ではなく、ボタンを押した順番ごとに各段階に技を割り振る形式であることに注意が必要。なお、4段階目までつなげた場合、押したボタンの順番毎に設定したコンボ名が表示される。コンボ名は各キャラクター毎に、全てのボタンの組み合わせ毎に自由に設定が可能。

Re;Birth1においては、各技は攻撃の2段階目、3段階目、4段階目のそれぞれにおいて、攻撃回数が多いラッシュ（△ボタン）、一撃が重いハード（□ボタン）、ガードゲージへのダメージを重視したブレイク（○ボタン）のそれぞれの習得済み技から選択し、対応するボタンに割り振ることが出来る（「mk2」以降の基本システムと同じ）。技毎にコストが設定されており、武器によって設定される1段目の分も含めて、合計コストがキャラクターが所持する「CP」内に収まるようにしなければならない。その他、エグゼドライブゲージが一定以上蓄積している状態で使用可能な「EXフィニッシュ」技を別枠にて設定する。このEXフィニッシュ技はCPやSP、エグゼドライブゲージなどは消費しないが、使用可能な状態で使用をキャンセルすることは出来ない。
基本的には4段1セット（無印では途中でAPが尽きた場合はその時点で終了となる）での攻撃行動となるが、無印では4段階目、Re;Birth1ではEXフィニッシュに特定の技を設定することにより、攻撃行動を3回追加する「コンボリンク」が可能。また、無印では後衛のキャラクターが居る場合、後衛と交代した上で、交代されたキャラがさらに続けて3回の攻撃行動を行う「バトンタッチ」が可能な技も存在する他、特定のキャラクターは4段階目に「女神化」が可能な技を使用することで「守護女神」に変身することが出来る。守護女神状態に変身すると「プロセッサユニット」と呼ばれる、キャラクターに持たせた守護女神状態専用の装備を身につけ能力が上がる。Re;Birth1においては、後衛との交代、女神化共に戦闘時メニューから任意に実行可能。
プロセッサユニットは以下のパーツから成る。
- C（コア）: 神衣の本体。
- H（ヘッド）: 髪飾り。
- B（バック）: 翼。
- S（ショルダー）: 肩のプロテクター。
- W（ウエスト）: ベルト。
- L（レッグ）: 靴のオプション。

行動順が訪れて攻撃を開始する前（共通）か、コンボリンクを行わずに4段階目の攻撃を行うか、途中で中断した後、最低1回行動可能な程度のAPが残っている場合（何れも無印のみ）は、防御を選択することも出来る。防御を選択するとそのキャラクターの行動順は終了し、次回の行動順まで防御態勢を取る。防御態勢中は受けるダメージを軽減することが出来るが、無印ではその軽減度合は残っていたAPの量に依存する。これは、APを使い切って行動順を終了した場合、次の行動順まで無防備になるという意味でもある。
パーティーメンバーが全滅するとゲームオーバーとなる。無印においては、全滅した戦闘をやり直すか、タイトル画面に戻るかの選択肢になる。Re;Birth1ではやり直しは出来ず、タイトルに戻される。
無印では、他のRPGに存在するような任意のタイミングでのアイテム使用の概念はなく、任意のタイミングでの魔法や特技（あるいはそれに類する技能）を使用するという概念もない。消耗したHPや状態異常などの回復は、HPが一定値以下になる等の条件を満たすことでアイテムを消費して発動する「アイテムスキル」に頼ることとなる。アイテムスキルは条件を満たした際に、あらかじめ設定された確率に従って自動的に発動する。発動率はあらかじめ、スキル毎にポイントを割り振ることで調整する。なお、非戦闘時においてもアイテムや魔法によるHPなどの回復は出来ない。

Re;Birth1ではこの点は修正され、行動可能なタイミングであればアイテムはいつでも使用可能となった他、戦闘中のみSPを消費して「スキル」を使用し、攻撃・回復・支援行動などを取ることができるようになった。また、攻撃や「シンボルアタック」の成功などにおいて蓄積する「エグゼドライブゲージ」を消費し、強力な攻撃技「エグゼドライブ」を使用することも可能である。本作以降、一部のボス敵を倒しても倒れなくなった。

なお、どちらの場合においても、ダンジョンパートを終了してワールドパートに戻るとステータスは全回復する。

### リメイクシステム
Re;Birthシリーズに登場。「仕様書」と必要な素材アイテムなどの条件を満たして「組み込み」を行うことで、それまでのゲーム中に存在しなかった要素(アイテムやダンジョン、ゲーム要素など)を追加することが出来る。
組み込みには規定の「MB」（メガミバイト）が必要な他、要素によっては特定大陸のシェアが一定以上であるなどの追加条件が必要であることがある。
「V」のアイテム開発に類似したシステムであるが、「V」と異なりアイテム類の追加についてはショップに追加されるのみであり、追加操作のみでは手に入らない。ゲームシステムに変更が及ぶ要素については、一部を除き、追加後は有効・無効を自由に選択することが出来る。

### エンディング
無印のエンディングは3種類あり、ネプテューヌを除く残りの守護女神を仲間にしたかどうかで変化する（誰も仲間にしていない/全員仲間にしている/全員ではないが1人以上仲間にしている）。
Re;Birth1は2種類だが、内容は一新された。分岐条件は各勢力シェア値。

## 登場人物

### 守護女神
ネプテューヌに限らず、守護女神は下界で行動する際の人間としての姿と名前も持っている。無印のみ、名前は任意で変更可能。『Re;Birth1（Re;Birth1+）』でのノワールら三女神は隠しキャラではなく、メインシナリオで仲間になる。その後の作品にも共通する点として、女神化したキャラクターは瞳に電源マークが浮かび上がる。
ネプテューヌ
身長 - 146cm / 体重 - 38kg / スリーサイズ - B73W54H76(Aカップ) / 外見年齢 - 14歳(平均より小柄)
声 - 田中理恵
本作の主人公。十字キーのような形状の髪飾り（作中の表現によれば「脳波コントローラ」）をつけた少女。四大陸の一つ「プラネテューヌ」で気を失っていた所をコンパに介抱され、イストワールを解放するための旅に出る。名前が呼びづらく、アイエフには「ネプ子」、コンパには「ねぷねぷ」と呼ばれる。使用武器は刀剣。
明るく元気でテンションが常に高く、後先を考えずに行動するタイプなため、頻繁にトラブルを巻き起こすトラブルメーカー。好きなものはプリン。嫌いなものはナス。靴のサイズは22.5cm。
『Re;Birth1』でノワールが女神であることを知らずにパープルハートになって「あなたも変身すればいいじゃない」と女神化を要求する。
無印のダンジョンアクションは「ハンマーアタック」。破壊可能な壁や岩など、ダンジョン内の特定のオブジェクトを破壊する。再度使用可能になるまで時間がかかるため、戦闘への流用は不可能とのこと。
パープルハート
身長 - 164cm / 体重 - 48kg / スリーサイズ - B85W58H84(Dカップ)
守護女神としてのネプテューヌの姿。黒地に緑色の十字が入った髪飾りをつけた姿をしている。ブラックハートに似た体操服型の衣装を着用する。この姿の際は普段とは似ても似つかない冷静沈着な大人の女性になるが、どこか抜けている部分は変わらない。また、声もかなり低くなっている。
パープルハートになってもネプテューヌを名乗ることが可能。
ベール
身長 - 163cm / 体重 - 48kg / スリーサイズ - B93W61H87(Fカップ) / 外見年齢 - 18歳
声 - 佐藤利奈
四大陸の一つ「リーンボックス」に住む、穏やかな物腰の女性。極めてマイペースな性格のため、守護女神としての役割を疎かにしがち。実はありふれたネットゲームから年齢制限つきのBLゲームまで幅広く嗜む極度のゲーマー。ネプテューヌに対する敵対心が一番低い。
無印のダンジョンアクションは「トレジャーサーチ」。ダンジョン内に隠された宝箱がある場合、その方向に向けて光が伸びる（壁などを突き抜けて一直線に進む）。隠された宝箱の近くで使った場合、隠された宝箱が出現する。
『Re;Birth1』ではマジェコンヌに奪われた女神の力を取り戻すためネプテューヌ達と共闘する。
グリーンハート
身長 - 167cm / 体重 - 49kg / スリーサイズ - B95W61H88(Gカップ)
守護女神としてのベールの姿。緑色の髪をポニーテールにまとめている。銀色のビキニスタイル水着のような服装を着用する。使用武器はランス。
ノワール
身長 - 158cm / 体重 - 43kg / スリーサイズ - B83W56H82(Cカップ) / 外見年齢 - 16歳
声 - 今井麻美
四大陸の一つ「ラステイション」に住む少女。黒髪をツインテールにしている。真面目で気が強く、ラステイションの発展に心血を注いでいるが、素直じゃない性格が災いし、友達がいないのが悩み。趣味はコスプレで、声優にも憧れている。無印ではネプテューヌに対する敵対心が一番高く、何度もボスとして戦いを挑んでくる。
無印のダンジョンアクションは「モンスターコール」。使用することで、連続でモンスターが登場する特殊な戦闘が発生する。この戦闘に勝利することで、一定時間モンスターとのランダムエンカウントが発生しなくなる。また、ダンジョン内の魔法陣で使用することで、強力なモンスターを呼び出すことも可能。
『Re;Birth1』ではラステイションの不穏分子を排除するためネプテューヌ達と共闘する。また、ビックリすると「のわあああ!」と叫ぶ。
ブラックハート
身長 - 160cm / 体重 - 45kg / スリーサイズ - B83W57H83(Cカップ)
守護女神としてのノワールの姿。髪は銀髪になり、黒色をベースにしたレオタードのような服装を着用する。負けん気が強く、また責任感も強い。使用武器は刀剣。
ノワールとはフランス語で「黒」という意味である。
ブラン
身長 - 144cm / 体重 - 36kg / スリーサイズ - B72W53H75(Aカップ) / 外見年齢 - 13歳(平均より小柄)
声 - 阿澄佳奈
四大陸の一つ「ルウィー」に住む少女。小柄な体格で、特に胸が小さいことをかなり気にしている。口数が少ないが、動揺した時には地の口が悪い一面を覗かせる。同人誌のライターをやっているが、なかなか売れない。
無印のダンジョンアクションは「ハンマーアタック」。
『Re;Birth1』ではマジェコンヌに乗っ取られたルウィーを取り戻すためネプテューヌ達と共闘する。
ホワイトハート
身長 - 146cm / 体重 - 37kg / スリーサイズ - B73W53H77(Aカップ)
守護女神としてのブランの姿。青みがかった銀髪と、白色の、いわゆるスクール水着のような形状の服装を着用する。ブラン同様に小柄で、普段は口数が少なく、変身前よりも短気。
ノワール同様変身前の名前がイメージカラーを表しており、ブランは「白」という意味。
プルルート / アイリスハート
声 - 花澤香菜
『Re;Birth1』のみ登場するDLCパーティメンバー。『神次元ゲイム ネプテューヌV』の登場人物の一人。ストーリーへの関与はない。
ピーシェ / イエローハート
声 - 悠木碧
『Re;Birth1』のみ登場するDLCパーティメンバー。『神次元ゲイム ネプテューヌV』の登場人物の一人。ストーリーへの関与はない。

### 女神の妹
『Re;Birth1（Re;Birth1+）』のみ登場。本来は世界観が一新された『mk2』以降の登場人物なので、無印ゲーム版では存在しない。いずれも作中ある条件を満たすことで参入イベントが発生し、仲間にすることが出来る（参入イベント発生後は若干ではあるがストーリーにも関与する）。人物像については「超次元ゲイム ネプテューヌmk2」を参照。
ネプギア / パープルシスター
声 - 堀江由衣
ネプテューヌの妹で、『mk2』とそのリメイク版『Re;Birth2』の主人公。
ユニ / ブラックシスター
声 - 喜多村英梨
ノワールの妹。
ロム / ホワイトシスター・ロム
声 - 小倉唯
ブランの長妹（つまり3人姉妹の次女）であり、ラムの双子の姉。服装は水色で、鞄は桃色。髪型は短い。
ラム / ホワイトシスター・ラム
声 - 石原夏織
ブランの次妹（つまり3人姉妹の三女）であり、ロムの双子の妹。服装は桃色で、鞄は水色。髪型は長い。

### 下界の住民
コンパ
声 - 酒井香奈子
下界に落ちたネプテューヌを発見し、介抱した看護学生の少女。プラネテューヌに住んでおり、ネプテューヌに同調して一緒にイストワール解放のために旅立つ。いわゆる天然ボケの気配がある。使用武器は巨大な注射器と薬剤。なお、看護学校はモンスター大量発生のあおりを受けて休校状態とのこと。
無印のダンジョンアクションは「モンスターコール」。
モデルは本作の開発・発売元でもあるコンパイルハート。
アイエフ
声 - 植田佳奈
ギルド「ゲイム」に所属する少女。ギルドからの依頼によって同様に「鍵」の探索を行っていた所にネプテューヌ一行と出会い、旅に同行することになる。使用武器はカタールや爪など。
真面目で正義感が強い性格で、ボケが多いパーティーの中では唯一のつっこみ役。
無印のダンジョンアクションは「トレジャーサーチ」。
「Re;birth1」ではゲイムギョウ界の旅人に変更されている。また、作中からあるきっかけによりグリーンハートことベールの信者になった。
モデルはアイディアファクトリー。
がすと
声 - 桑谷夏子
アイテム作りが得意な少女。アイテムを売り歩いて世界を旅している。口調が似ているためか、コンパとは波長が合う模様。基本的に非戦闘員であるが、ダウンロードコンテンツ「がすとちゃんバトル参加券」を適用することで、戦闘シーンにて使用可能となる。その際の使用武器は杖。
無印のダンジョンアクションは「トレジャーサーチ」。
モデルはガストの運営する公式通販ガストショップのキャラクター、ガストちゃん。「Re;Birth1（Re;Birth1+）」には登場しない。
日本一
声 - 水橋かおり
正義のヒーローを自称する少女。ヒーローになることを目指し、日々活動している。発育不良の気があることを非常に気にしている。基本的に非戦闘員であるが、ダウンロードコンテンツ「日本一ちゃんバトル参加券」を適用することで、戦闘シーンにて使用可能となる。その際の使用武器は『ディスガイアシリーズ』に登場するプリニーを模した遠近両用型のプリニーガン。なお、彼女を仲間にする(バトル参加券の適用有無に関わらず)ことで、通常はサブイベントクリア時にのみ確認可能な「シェア」を常時確認出来るようになる。
無印のダンジョンアクションは「モンスターコール」。
モデルは日本一ソフトウェア。「Re;Birth1（Re;Birth1+）」には登場しない。
5pb.
声 - nao
世界を旅するストリートミュージシャン。作中にて聴取可能なラジオ番組「ふぁいらじっ♪」のパーソナリティでもある。基本的にNPCであるが、ダウンロードコンテンツにて追加されるシナリオをプレイすることで仲間にすることが出来るようになる。その際の使用武器はギター。職業に反して、極度の人見知りという一面も持つ。
無印のダンジョンアクションは「トレジャーサーチ」。
モデルは名前の通り5pb.。「Re;Birth1」には登場しないが、主題歌のパッケージイラストに登場しており、『Re;Birth1+』にて再登場しているがストーリーへの関与はない。
RED
声 - 伊藤かな恵
「ヨメ」を探して世界を旅している少女。ダウンロードコンテンツにて追加されるシナリオをプレイすることで仲間にすることが出来る。その際の使用武器は玩具類。ネプテューヌ以上に快活でお転婆な性格をしている。
無印のダンジョンアクションは「ハンマーアタック」。
モデルはレッド・エンタテインメント。「Re;Birth1」には登場しないが、『Re;Birth1+』にて再登場しているがストーリーへの関与はない。

### 『Re;Birth1』版メーカーキャラクター
『Re;Birth1』で一新したメーカーキャラクター（アイエフとコンパを除く）。『V』で登場した彼女達と同一人物だが、ダウンロードコンテンツではなく、メインシナリオで登場する。人物像については『神次元ゲイム ネプテューヌV』を参照。
ファルコム（少女 ver.）
声 - 神田朱未
MAGES.
声 - 古川かおり
サイバーコネクトツー
声 - 浅野真澄
ブロッコリー
声 - 沢城みゆき
マーベラスAQL
声 - 原田ひとみ
鉄拳
声 - 小松未可子

### 『Re;Birth1+』追加キャラクター
無印や『Re;birth1』では登場しなかったメーカーキャラや各国教祖たち(イストワールは除く)。『mk2（Re;Birth2）』の彼女たちと同一人物である。ストーリーへの関与はない。人物像については『超次元ゲイム ネプテューヌmk2』を参照。
ケイブ
声 - 高橋まゆこ
ファルコム
声 - 神田朱未
神宮寺 ケイ
声 - 三瓶由布子
西沢 ミナ
声 - 仲谷明香
箱崎 チカ
声 - 小松由佳

### Steam版『Re;Birth1』追加キャラクター
Steam版『Re;Birth1』の追加コンテンツにて新たに追加されたキャラクター。『V（Re;Birth3）』の彼女たちと同一人物である。ストーリーへの関与はない。人物像については『神次元ゲイム ネプテューヌV』を参照。
アイエフ（幼少 ver.）
声 - 植田佳奈
コンパ（幼少 ver.）
声 - さかいかな

### 『re★Verse』追加キャラクター
『re★Verse』にて新たに追加されたキャラクター。『VII（VIIR）』の彼女と同一人物である。ストーリーへの関与はない。人物像については『新次元ゲイム ネプテューヌVII』を参照。
天王星うずめ / オレンジハート
声 - 本多真梨子

### その他の人物
イストワール
声 - かないみか
世界を創造した「史書」。守護女神たちから遠ざけるように、ゲイムギョウ界の下界に封印されている。ネプテューヌに自身を解放するよう助けを求めるが、その出自には謎が多い。妖精を思わせる姿をしている。
『Re;Birth1』ではDLCパーティメンバーとして参戦可能。外見は無印の解放後の彼女と同じ。
マジェコンヌ
声 - たかはし智秋
本作のラストボス。高らかな（ネプテューヌ曰く「時代遅れの」）笑い声と共に現れる黒衣の女。好戦的な性格をしており、ネプテューヌを執拗に付け狙う。黒幕でありながら、どこが憎めない一面も持つ。
『Re;Birth1』では元ネタ通り、コピー能力で他の女神に化けることがある。終盤における正体が無印とは異なる。
コンベルサシオン
声 - たかはし智秋
マジェコンヌが架空の存在である「魔王ユニミテス」を広め、ゲイムギョウ界の人々を恐怖と混乱に陥れるために変装した姿。

## 用語
ゲイムギョウ界
守護女神達が住む「天界」とプラネテューヌ、ラステイション、リーンボックス、ルウィーの四大浮遊大陸から成る「下界」で構成されている世界であり、本作の舞台でもある。元々は一つの大陸であったとされるが、守護女神同士の争いが激化するにつれて、それぞれに対応した部分同士が分離して現在の形となった。大陸同士は時期によって近づいたり離れたりしており、大陸間を移動するためには最接近状態時に跳ね橋を下ろして渡らなければならない。雲海よりも下の状況については守護女神はおろか、イストワールさえも知らない。
プラネテューヌ 「革新する紫の大地」
守護女神パープルハート（ネプテューヌ）によって守護される大陸。四大大陸の中では技術的水準が最も高いが、パープルハートの（記憶喪失が原因の）長期不在によってモンスターの被害が他の大陸よりも大きい。
『無印』ではそんな状況であるため、学生を強制徴兵したり、細菌兵器などの開発をしているという黒い噂が絶えなくなっている。
ラステイション 「重厚なる黒の大地」
守護女神ブラックハート（ノワール）によって守護される大陸。重工業を主産業とし、経済活動が活発で活気に満ちているが、アヴニールが誕生したことで独占的支配が進み経済が傾き、人が住める場所がなくなるほどに環境破壊が深刻化しているだけでなく、「協会」もアヴニールによって支配されつつある。
リーンボックス 「雄大なる緑の大地」
守護女神グリーンハート（ベール）によって守護される大陸。自然が多く残った風土で、中世ヨーロッパのような雰囲気を持っている。「協会」の介入により大陸全体が一つの国家のように機能しているが、その分「協会」そのものは他の大陸に比べて厳格な傾向がある。
ルウィー 「夢見る白の大地」
守護女神ホワイトハート（ブラン）によって守護される大陸。雪深い気候。各都市が都市毎の「協会」を中心とした自治単位として機能するという、他大陸とは異なった体制を持つ。他大陸より逃れて来た「異教徒」が組織化し、問題視されている。
『Re;Birth1』では異教徒に関する描写はなく、マジェコンヌがブランの姿をコピーして乗っ取り、独裁政権を行使する。
協会
各大陸における行政府。他大陸への渡航の際の手続きなども行っており、他大陸へ移動する人間は協会に期間と目的を申請し、許可を得なければならない（前述のとおり、移動には跳ね橋の利用が必要であるため、その操作が必要という問題もある）。また、同時に各守護女神の信仰・支持団体でもある。
ギルド
無印においては、各大陸の住人でありながら、該当する大陸の守護女神以外の女神を崇拝する「異教徒」が集まって作った組織である。基本的に地下組織であり、ギルドの街であってもそうと気づかれないようにカモフラージュした上で日々を送っている。純粋に信仰のみを推し進める穏便派と、積極的な異種排除を行っている強硬派に分かれている。
Re;Birth1においては、通常の仕事斡旋組織として描かれている。
女神ブログ
ノワール、ベール、ブランの三人がそれぞれ開設しているブログ。大陸に関する解説や、時折攻略に関わる情報などが、ゲームの進行に従って掲載される（単なる雑談であることも多々ある）。「情報収集」メニュー内の「ブログ」から閲覧可能。閲覧中はそれぞれのブログをイメージした壁紙が表示される。
ふぁいらじっ♪
5pbがパーソナリティを務めている、視聴者投稿型のラジオ番組。サブイベントの進行に従って「はがき」が届き、未読はがきが存在する場合に限って「情報収集」メニュー内の「ふぁいらじっ♪」から聴取可能となる（一度聞いたものはシステムメニューの「コレクション」から再確認可能）。聴取中は番組イメージの壁紙が表示される。
当然ながら、5pbが登場しないRe;Birth1では登場しない。
シェア
各守護女神が治める大陸の勢力。サブイベントやコロシアム(Re;Birth1のみ)をプレイすることで増減する。ただし、四大陸と「その他」での合計値が決まっており、どこかの大陸を増加させた場合は別な大陸のものや「その他」のシェアが減少する（どこが増減するかはサブイベント毎に決まっている）。特定のイベントの発生や、該当大陸の守護女神の能力に影響する。
伝説の四英雄
ゲイムギョウ界の人々を苦しめ、暴虐の限りを尽くしたネプテューヌ達よりも前の世代の女神（この時代では一人の女神がゲイムギョウ界全体を統治していた）を討ち滅ぼした人間の戦士達。彼等が女神を討ち滅ぼすために用いた「英雄の武器」は、天界への道を開く鍵でもある。
『無印』ではそのままの状態で保全されている（武器として装備は不可能）が、『Re;Birth1』では経年劣化などの事情でそのままの状態では使えないため、守護女神が得意とする武器に打ち直されており、装備可能。
魔王ユニミテス
マジェコンヌがコンベルサシオンとして行動している時に広めている架空の魔王。「ゲイムギョウ界を滅ぼす存在」と広めて、ゲイムギョウ界の人々を恐怖と絶望に染めているだけでなく、魔王崇拝者を拡大させている。
『Re;Birth1』では、ゲイムギョウ界の人々の恐怖の感情をイストワールの力によって実際に具現化させる。デザインは『mk2』の犯罪神マジェコンヌの流用。

## 主題歌
無印版
オープニングテーマ「流星のビヴロスト」
作詞 - 山下慎一狼 / 作曲 - 伊藤賢治 / 編曲 - Vomos、小林秀行 / 歌 - nao
エンディングテーマ「恋をゲームにしないで!」
作詞 - 桃井はるこ / 作曲・編曲 - 大島こうすけ / 歌 - アフィリア・サーガ・イースト
Re;Birth1、Re;Birth1+
オープニングテーマ「ミラクル!ぽーたぶる☆ミッション」
作詞 - 山下慎一狼 / 作曲 - 大隅知宇 / 編曲 - a.k.a.dRESS (ave;new) / 歌 - nao
エンディングテーマ「ミライボタン」
作詞 - 林達也 / 作曲 - 濱田幹浩 / 編曲 - 河合英嗣 / 歌 - アフィリア・サーガ
re★Verse
オープニングテーマ「For SHARE!!」
作詞 - asami / 作曲・編曲・E・Guitar - あらケン / 歌 - Zwei
エンディングテーマ「リバース」
作詞 - 金子麻友美 / 作曲 - ANDW / 編曲 - 片平翔大 / 歌 - エラバレシ

## バグ
無印では、「日本一ちゃんバトル参加券」を適用してからアイテム閲覧で「武器・アクセサリ・コスチューム」の項目を選択するとゲーム進行不能になる不具合がある。

## その他
無印では、PlayStation 3本体の「フォト」に取り込んだ任意の画像を「ディスク技」として取り込み、使用できるようになっている。取り込んだ画像によって性能は変化する。また、それとは別に、予め特定のテーマ（コラボレーションしているセガのゲームタイトル）が使用された「ゲームディスク」も存在し、同様に「ディスク技」として使用できる。

## Microsoft Windows版
2014年12月24日に親会社のアイディアファクトリーのアメリカ子会社、Idea Factory International, Inc.から、Re;Birth1のMicrosoft Windows版がSteamにて発売されることが発表された。翌年の2015年1月28日に海外のみに発売され、PlayStation Vita版で発売されたDLCもすべて同時配信された。英語版の移植となっており、日本語は吹き替えのみサポートする。タイトルはHyperdimension Neptunia Re;Birth1。
最大1080pまでの解像度の対応やフレームレートの60fpsへの向上、Steam 実績、Steam トレーディングカード、Steam クラウドへの対応がなされている。発売当初は日本からの購入も可能であったが、これはIdea Factory Internationalの手違いであり、数日後に修正が行われ日本国内からの購入は不可となった。その後、初のコンパイルハートブランドより2016年8月25日に公式日本語版を配信した。